# Stefano di Giovanni

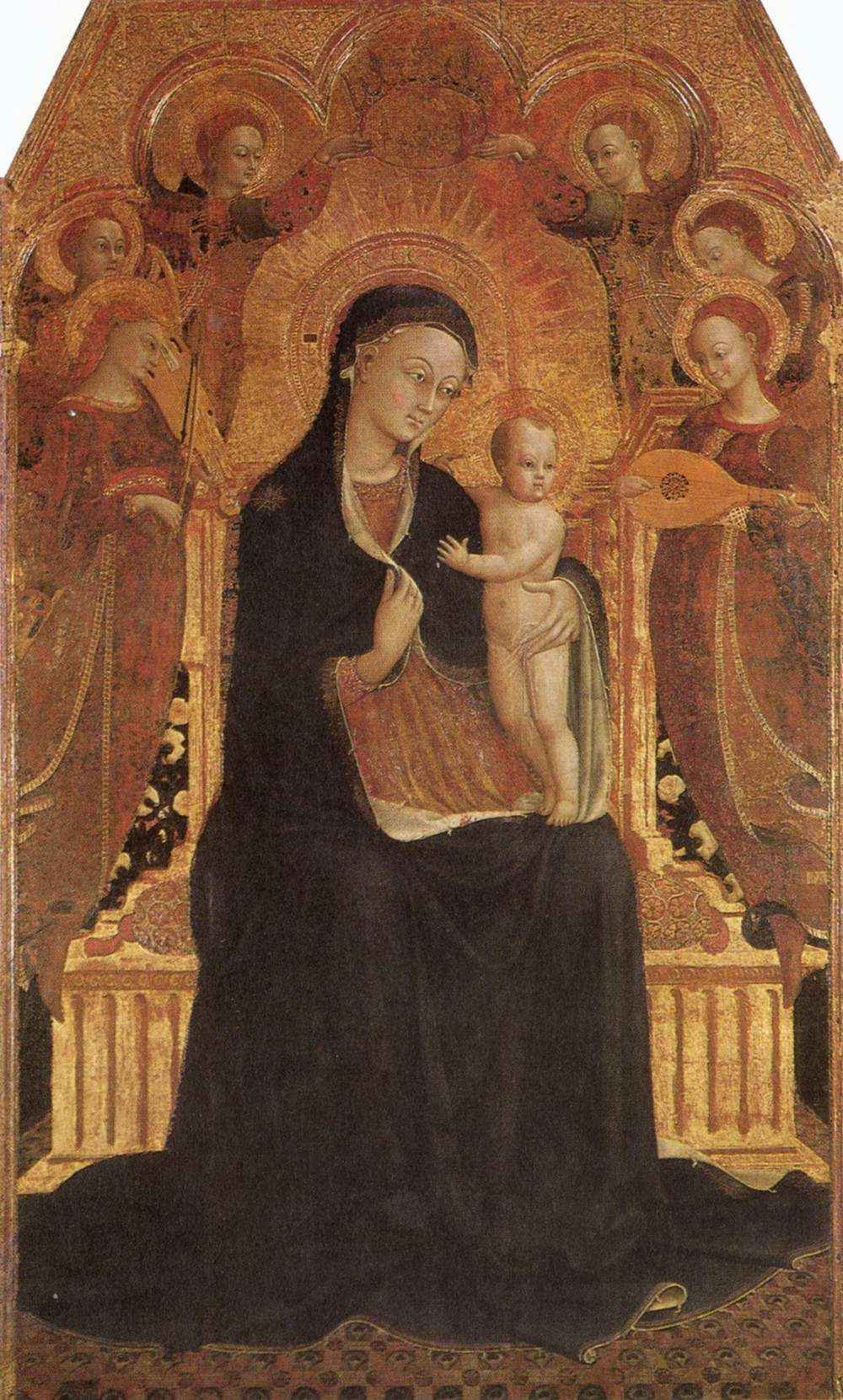
Mare de Déu amb l'infant i àngels, Museu del Louvre

Stefano di Giovanni, conegut també com el Sassetta o Sassetta (Siena, 1392 - Siena, 1450 o 1451), va ser un pintor medieval italià.

## Biografia
El Sassetta va nàixer probablement a la ciutat toscana de Siena, tot i que hi ha la hipòtesi sobre el seu possible naixement en la també toscana Cortona, perquè de vegades apareix referit com a Stefano di Giovanni di Consolo da Cortona. En qualsevol cas, les primeres notícies seues daten de l'any 1423 a la ciutat de Siena, on probablement va ser alumne de Paolo di Giovanni Fei. D'aquesta manera, havent-se format durant la transició senesa d'inicis del segle xiii, va assimilar les aleshores noves influències del gòtic internacional (o del gòtic tardà) i les dels inicis del Renaixement florentí.
L'estil gòtic en Sassetta és fàcilment recognoscible per les línies allargades dels personatges i fins i tot pels objectes representats i els fons daurats de les seues pintures —elements estilístics que, per altra banda, havien irromput en l'art gòtic procedents de l'art sacre romà d'Orient—, tot i que els seus trets més destacables són la lluminositat i el nítid joc de contrastos cromàtics de moltes de les seues millors obres, sovint units a una concepció arquitectònica de la peça.
Va ser un dels exponents de la pintura gòtica internacional, tot i que les seues últimes obres comencen a insinuar elements renaixentistes, amb una major desimboltura i menys hieratisme, així com assajos amb les línies de fuga i intents de perspectiva.
Segons la partida de defunció, es va morir a Siena l'1 d'abril de 1451, però l'exactitud d'aquesta data ha estat discutida.
Els deixebles més coneguts del Sassetta van ser Francesco di Giorgio i di Lorenzo (més conegut com a Vecchietta) i Sano di Pietro.

## Obres destacades
- Mare de Déu amb l'Infant, pinacoteca nacional de Siena.
- Mare de Déu amb l'Infant, Museu de Grosseto.
- L'encontre de sant Antoni i sant Pau a Tebaida (ca. 1446), pintura al tremp sobre taula, National Gallery of Art (Washington, DC).
- Visió de sant Tomàs d'Aquino, (1423), Pinacoteca Vaticana.
- Sant Tomàs inspirat pel colom de l'Esperit Sant, pintura al tremp sobre taula, Museu de Belles Arts de Budapest.
- La Mare de Déu de les neus, 1432, Galleria degli Uffizi, Florència.
- La llegenda del llop de Gubbio, 1437-1444, National Gallery de Londres.

## Galeria

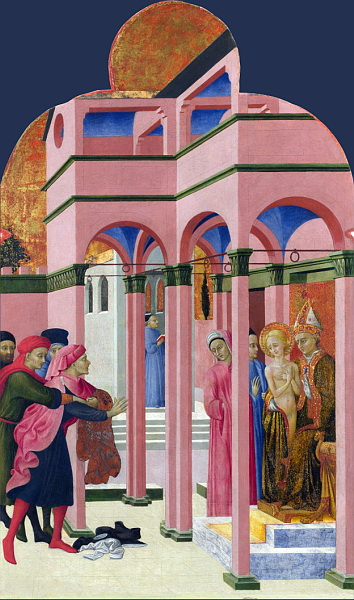
"Renúncia de sant Francesc d'Assís a les riqueses"
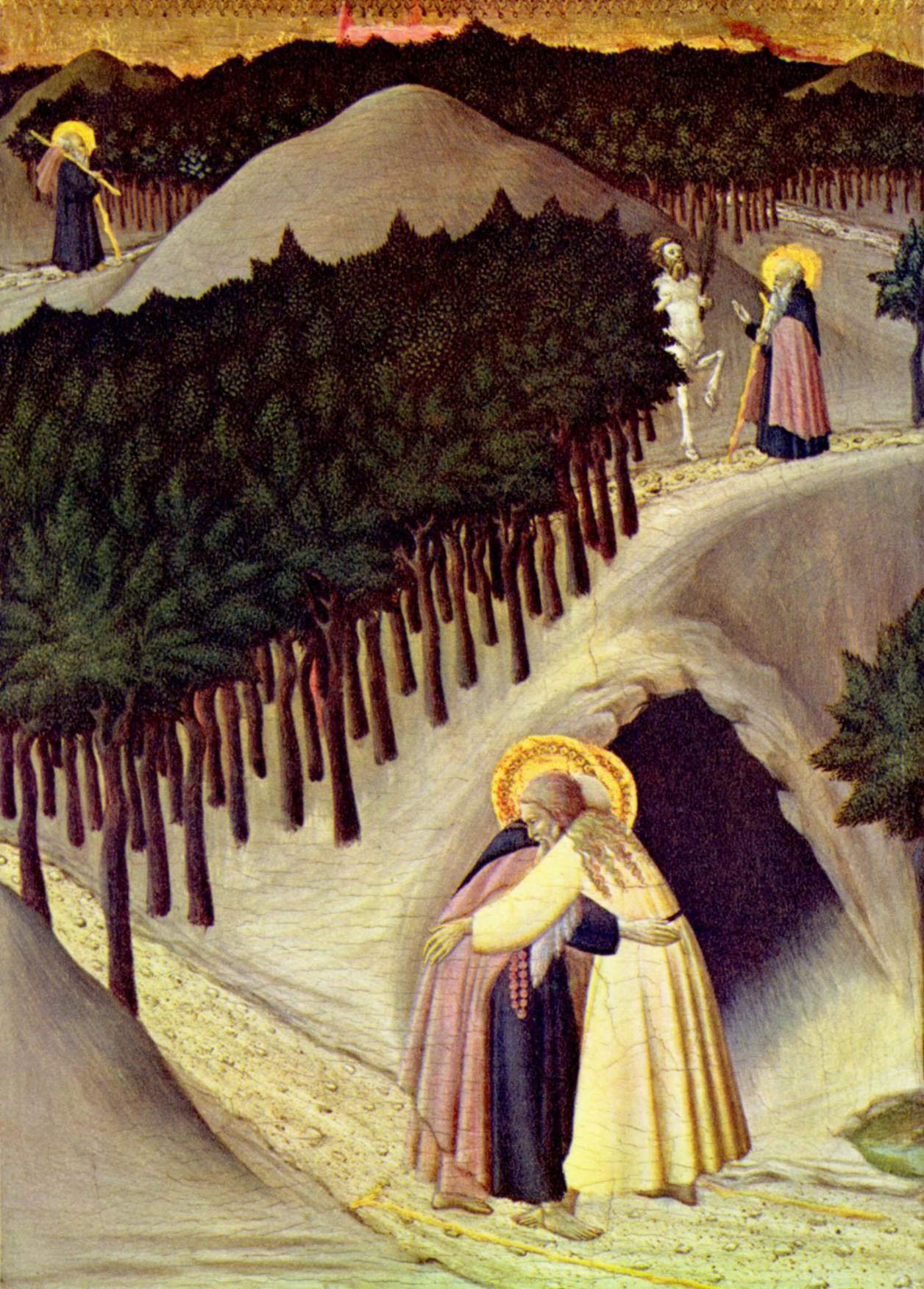
"L'encontre de sant Antoni i sant Pau a Tebaida